# Société américaine de philosophie
Ne doit pas être confondu avec American Philosophical Association.
La Société américaine de philosophie (en anglais American Philosophical Society) est un cercle de discussions fondé sous le nom de Junto (en) en 1743 par Benjamin Franklin à Philadelphie. Les activités de ce groupe étaient diverses : débats scientifiques, publications, constitution d'une bibliothèque. Elle est symbolique de l'effervescence intellectuelle dans les treize colonies britanniques d'Amérique du Nord et caractéristique du siècle des Lumières. Les deux premiers présidents furent Benjamin Franklin et David Rittenhouse. Thomas Jefferson en fut membre en 1780, devint vice-président en 1791 puis fut installé comme troisième président en 1797. Il présida l'American Philosophical Society pendant dix-sept ans, y compris pendant les années de l'Expédition Lewis et Clark, dont les cahiers de route, lettres et croquis se trouvent encore aujourd'hui pour cette raison à Philadelphie.

## Histoire
Au début, la Société a attiré certains des plus grands esprits de l'Amérique. Elle comptait parmi des premiers membres George Washington, John Adams, Thomas Jefferson, Alexander Hamilton, Thomas Paine, David Rittenhouse, Owen Biddle (de), Benjamin Rush, James Madison, Michael Hillegas et John Marshall. La Société a aussi attiré des philosophes d'autres nations comme Alexandre von Humboldt, le marquis de Lafayette, Jacques Barbeu du Bourg, le baron von Steuben, Tadeusz Kościuszko, Catherine Dachkov.
Puis en 1747, la Société sombre dans l'inactivité. En 1767, cependant, elle est ranimée et, le 2 janvier 1769, elle s'unit avec la Société américaine pour promouvoir la connaissance sous le nom « la Société Philosophique américaine Tenue à Philadelphie pour Promouvoir la Connaissance ». Benjamin Franklin est élu premier président du groupe.
Après la Révolution américaine, la Société donne la direction à Francis Hopkinson, un des signataires de la Déclaration d'indépendance des États-Unis. Sous sa présidence, la Société reçoit un domaine du gouvernement de Pennsylvanie, avec un lopin de terre à Philadelphie où le Hall Philosophique est situé à l'heure actuelle.
Des noms illustres s'ajoutent continuellement à la liste d'adhésion, reflétant la portée de la société. Charles Darwin, Robert Frost, Louis Pasteur, Elizabeth Cabot Agassiz, John James Audubon, Linus Pauling, Margaret Mead, Maria Mitchell, Isaiah Lukens et Thomas Edison deviennent des membres de la Société. La Société continue à attirer les noms de haute renommée aujourd'hui, avec une liste d'adhésion actuelle (à partir des élections d'avril 2005) de 920 membres, incluant 772 membres résidents (citoyens ou résidents des États-Unis) et 148 membres étrangers représentant plus de deux douzaines de pays.

## Ce que doit être une Langue internationale
En 1887, la Société avait élu un comité chargé d'examiner la valeur scientifique du volapük qui était apparu en 1879. Ignorant tout de l'espéranto qui venait d'étre présenté au public en juillet de cette année-là, le comité avait condamné le volapük et il affirmait que les véritables principes sur lesquels devait se fonder une langue internationale étaient en tous points similaires à ceux de l'espéranto. La Société envoya à toutes les sociétés savantes du monde une proposition de congrès international visant à établir une langue internationale selon ces principes. 
Informé de la tenue du congrès, L. L. Zamenhof annonça, dans son « Supplément au deuxième livre », son intention de laisser à ce congrès le soin de décider de la forme finale que devait prendre la langue internationale espéranto et aussi de son sort. Cependant, faute de réponses suffisantes à l'appel de la Société philosophique américaine, le congrès n'eut pas lieu. 
Henry Phillips, le secrétaire de la Société, se prit d'amitié pour l'espéranto et traduisit le premier livre de Zamenhof (le Unua Libro) paru en juillet 1887).

## Membres

### Américains
- George Washington
- John Adams
- Thomas Jefferson
- Alexander Hamilton
- Thomas Paine
- David Rittenhouse
- Owen Biddle Sr. (en)
- Benjamin Rush
- James Madison
- Michael Hillegas
- John Marshall
- Benjamin Franklin
- Francis Hopkinson

### Autres pays
- Alexander von Humboldt
- Marquis de Lafayette
- François André Michaux
- Tadeusz Kościuszko
- Luc Urbain du Bouëxic de Guichen
- Jacques Barbeu du Bourg

### Membres à partir de 1800
- Elizabeth Cary Agassiz
- Jean-Jacques Audubon
- Charles Darwin
- Thomas Edison
- Robert Frost
- Linus Pauling
- Margaret Mead
- Maria Mitchell
- Louis Pasteur